# Veszter Sándor
Veszter Sándor (Lőcse vagy Késmárk, 1810. augusztus 20. vagy 29. – Debrecen, 1864. január 21.) táncos, táncmester, koreográfus.

## Életútja
Atyja ügyész volt. 1826—27-ben Sárospatakon, majd Késmárkon tanult természettudományt. Kassán német színész lett Verner név alatt, majd Veszt név alatt működött. 1839-ben megszervezte tánctársaságát, velük Bécsben is színpadra lépett. 1840-ben mutatkozott a Pesti Magyar Színház színpadán is szerepelt. 1843-ig tánctanító volt és járta az országot, majd ekkor egy újabb, immár kibővített társasággal vette az útját Bécsen keresztül Németország felé, végül Londonba érkezett. Sikereiért elnyerte a nemzeti színházi tagságot, ám ő maradt a világ- és országjárást mellett. 1845-ben Társalgó címmel szerkesztett társastáncot Rózsavölgyi Márk zenéjére. 1846-ban külföldre ment, megfordult Franciaországban is. 1848-ban hazatért, részt vett a szabadságharcban, majd fogságba került. Szabadulását követően 1850-ben Bécsben, 1855-ig pedig vidéken, élete végén pedig Debrecenben tanított. 1855-ben a Nemzeti Színház tagja volt. Elegáns, stílushű magyar táncot mutatott be, népszerűsítette a verbunkos táncot is.

## Fontosabb koreográfiai
- A csárda haramiái (1848)
- Sobri, vagy parasztlakodalom a Bakonyban (Kilányi Lajossal, 1848)
- Csata Fehértemplomnál (Kilányi Lajossal, 1848)